# آندکانل
آندکانل (به انگلیسی: Undecanol) با فرمول شیمیایی C11H24O یک ترکیب شیمیایی با شناسه پاب‌کم 8184 است. که جرم مولی آن 172.31 g/mol می‌باشد. شکل ظاهری این ترکیب، مایع بی‌رنگ است.